# Do widzenia wczoraj. Dwie krótkie komedie o zmianie systemu
Do widzenia wczoraj. Dwie krótkie komedie o zmianie systemu (węg. Viszontlatarsa Tegnap. Ket Kis Komedia A Rendszervaltasr) – polsko-węgierski film fabularny z 1993 roku w reżyserii Janusza Majewskiego i Pétera Bacsó.

## Fabuła
Film opowiada o grupie byłych prominentów szczebla wojewódzkiego PRL-u – milicjanci, byli sekretarze partii, byli urzędnicy oraz były komendant MO, którzy po zmianie systemu zostali zepchnięci na boczny tor. Nie stracili jednak zapału. Starzejący się ekskomuniści zawiązują spisek polityczny, którego celem jest wykradzenie z Muzeum Komunizmu sztandaru PZPR, który uważany jest za relikwię godną zachowania dla potomnych. Precyzyjny plan skoku na Muzeum komplikuje się, kiedy syn jednego z dawnych aparatczyków zamierza zawiązać joint venture z włoskim biznesmenem spółkę zajmującą się handlem pamiątkami po komunizmie.
Para młodych, bezdomnych kochanków, w poszukiwaniu miłosnego gniazda włamują się do pustej daczy nad Balatonem. Przyłapuje ich właściciel domu, dawny komunistyczny prominent, funkcjonariusz partyjny oraz menadżer, prowadzący nocny klub erotyczny w Budapeszcie i proponuje im ultimatum: albo zgodzą się występować w jego nocnym klubie, albo odda ich w ręce policji. Występ pod nazwą "Noc poślubna" mają polegać na uprawianiu seksu na oczach publiczności "Live-show". Młodzi nie mają wyjścia, muszą się na to zgodzić.

## Obsada
- Mariusz Dmochowski − jako Władysław, były wojewoda
- Marian Kociniak − jako Roman
- Marian Opania − jako Stefan
- Leonard Pietraszak − jako Jan
- Stanisław Brudny − jako woźny w Muzeum Komunizmu
- Joanna Trzepiecińska − jako mama Zosi
- Wiktor Zborowski − jako fryzjer
- Beata Ścibakówna − jako dziewczyna Marka
- Beata Kawka − jako Celina, córka Władysława, była żona Marka
- Dariusz Jakubowski − jako Marek, syn Jana, były mąż Celiny
- Wiesława Niemyska − jako żona Władysława
- Andrzej Grabarczyk − jako kościelny na pogrzebie Władysława
- Jarosław Gajewski − jako organizator Muzeum Komunizmu w tv
- Krzysztof Janczak − jako ksiądz na pogrzebie Władysława
- Krystyna Kołodziejczyk − jako bileterka w Muzeum Komunizmu
- Paulina Młynarska
- Witold Pyrkosz − jako oglądający telewizję
- Andrzej Piszczatowski − jako dyrektor Muzeum Komunizmu w tv
- Artur Pontek − jako chłopak w windzie
- Katarzyna Węglicka
- Witold Adamek − jako mężczyzna idący o kulach
- Helena Białecka
- Tadeusz Drewno − jako aktor w filmie o Zorro
- Maciej Karpiński − jako mężczyzna w tv
- Janusz Majewski − jako wspólnik włoskiego przedsiębiorcy
- Marek Maldis − jako dziennikarz w tv
- Paweł Nauman
- Władysław Żeleński
- Katarzyna Gawron
- Katarzyna Bronowicz
- Peter Bacso − jako Węgier w Muzeum Komunizmu
- Marek Kondrat − jako włoski przedsiębiorca
- Renata Dancewicz − jako uczennica Kasia
- Olasz Agi
- Fazekas Szablocs Bede
- Florian Kalo
- Anna Gyorgyi
- Geza D. Hegedus